# Operacja Ivy

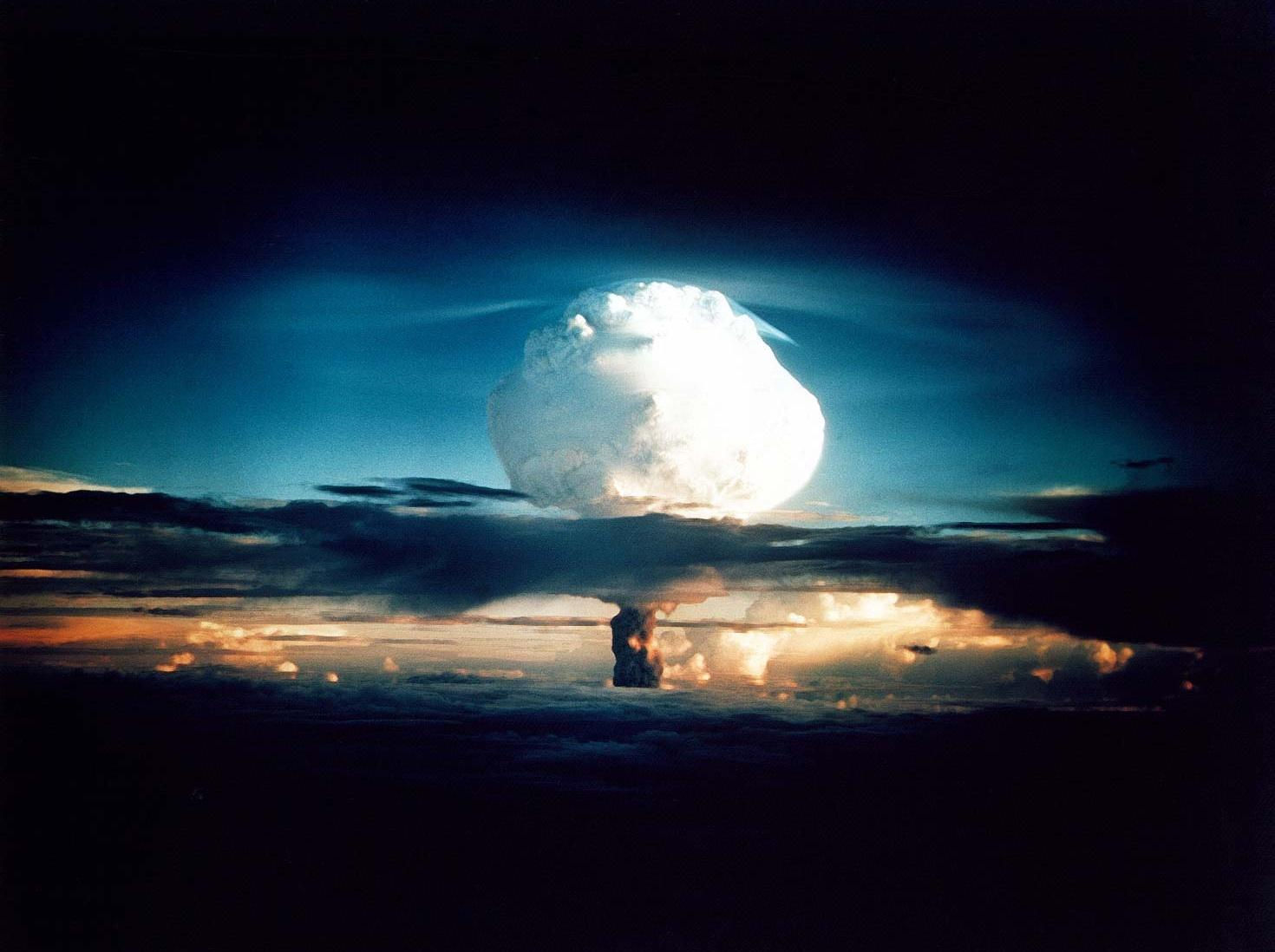
Grzyb atomowy z wybuchu ładunku Mike

Operacja Ivy – ósma seria amerykańskich testów broni jądrowej. Celem było unowocześnienie amerykańskiego arsenału broni atomowej, w odpowiedzi na rozpoczęcie przez Związek Radziecki programu atomowego.
| Nazwa testu | Data              | Miejsce                                      | Siła            | Uwagi                                                                          |
| ----------- | ----------------- | -------------------------------------------- | --------------- | ------------------------------------------------------------------------------ |
| Mike        | 1 listopada 1952  | Wyspa Elugelab, Eniwetok                     | 10.4–12 megaton | Pierwsza bomba wodorowa                                                        |
| King        | 16 listopada 1952 | 2000 stóp na północ od wyspy Runit, Eniwetok | 500 kiloton     | Najpotężniejsza bomba atomowa oparta na reakcji rozszczepienia jądra atomowego |